# اموس (قمر صناعي)
 حذف
اموس (" القمر الصناعي المحسّن بأسعار معقولة ") هو سلسلة من أقمار الاتصالات الإسرائيلية التي تديرها شركة سبيسكوم ومقرها إسرائيل . تم تطوير جميع أقمار اموس الصناعية بواسطة شركة صناعات الطيران الإسرائيلية (IAI) باستخدام حافلة اموس الفضائية، باستثناء اموس-5 الذي طورته شركة نظم المعلومات الساتلية (ريشيتنيف) باستخدام حافلة اكسبريس الفضائية، و اموس-17 الذي طورته شركة بوينغ على أقماربوينغ 702 (BSS- 702) .

## وظيفة القمر الصناعي
استخدمت أقمار اموس الستة خمس مركبات إطلاق مختلفة: سويوز، وزينيت، وبروتون، وآريان، وفالكون 9 ؛ وثلاثة مواقع إطلاق مختلفة: قاعدة بايكونور الفضائية في كازاخستان، ومركز جويانا المكاني في غيانا الفرنسية، وكيب كانافيرال في فلوريدا .
تخدم الكوكبة مجموعة متنوعة من الأغراض، بما في ذلك البث المباشر إلى المنزل، والوصول إلى الإنترنت واسع النطاق، وخدمات الاتصالات للحكومات والشركات. تم وضع الأقمار الصناعية في موقع استراتيجي لتوفير التغطية لأوروبا والشرق الأوسط وأفريقيا وآسيا. تم تصميم أقمار اموس الصناعية لتحمل البيئات الفضائية القاسية ويبلغ متوسط عمرها حوالي 15 عامًا.

## استخدامات اخرى للقمر الصناعي
بالإضافة إلى خدماتها التجارية، تم استخدام كوكبة الأقمار الصناعية اموس أيضًا للبحث العلمي والأغراض العسكرية. على سبيل المثال، تم استخدام القمر الصناعي اموس-2 لدراسة تأثيرات الطقس الفضائي على أنظمة الاتصالات، في حين تم استخدام القمر الصناعي اموس-3 لتوفير خدمات اتصالات آمنة للجيش الإسرائيلي.
بالإضافة إلى ذلك، اُستُخدم أيضًا في العمليات العسكرية والاستخباراتية. كما تم استخدام كوكبة اموس أيضًا في جهود الإغاثة في حالات الكوارث، وتوفير قدرات الاتصال في حالات الطوارئ في المناطق المتضررة من الكوارث الطبيعية.

## سلسلة الأقمار الصناعية التابعة
1. اموس-1 كان أول قمر صناعي إسرائيلي للاتصالات . وقد اعتمد تطويره على خبرة أقمار الاستطلاع الفضائية أفق بالتعاون مع داسا و ألكاتل . تم إطلاقه في 16 مايو 1996، من مركز غيانا المكاني (مركز الفضاء الأوروبي) في غيانا الفرنسية . كان قيد الاستخدام لخدمات التلفزيون المنزلي ( DTH /DBS) "تلفاز فضائي" بواسطة شركة ياس في إسرائيل وبواسطة إتش بي أو وغيرها في أوروبا). نجحت شركة سبيس للإتصالات المحدودة (سبيسكوم) بسرعة في ملء جميع سعة الإرسال لـ <b id="mwWw">اموس</b>-1 والطلبات الإضافية المتراكمة. ولذلك، قررت توسيع نشاطها وبدأت في إنشاء اموس-2 الذي يعمل اليوم (انظر أدناه). في عام 2009، تم بيع اموس-1 لشركة إنتلسات، وأصبح إنتلسات 24 .[5]
2. تم إطلاق عاموس-2 (قمر صناعي) في 28 ديسمبر 2003، من قاعدة بايكونور الفضائية في كازاخستان وهو يخدم العملاء في ثلاث مناطق خدمة: الشرق الأوسط (بما في ذلك إسرائيل)، وأوروبا والساحل الشرقي للولايات المتحدة . تشمل خدمات النقل والاتصالات التي يقدمها هذا القمر الصناعي ما يلي: التوزيع المباشر للترجمات التلفزيونية والإذاعية ؛ الترجمة التلفزيونية والإذاعية لمراكز الاتصالات؛ توزيع خدمات الإنترنت، ونقل البيانات إلى شبكات الاتصالات. تم وضع أموس 1 واموس 2 بالقرب من بعضهما البعض لإنشاء موقع مشترك، مما يمكّن مستخدمي الأقمار الصناعية من زيادة قدرات المستخدم دون هوائيات إضافية. بعد أن حل اموس-3 محل عاموس-1، تم وضع اموس-2 واموس-3 على مقربة.
3. تم إطلاق اموس-3 في 28 أبريل 2008.[6] وقد حققت المدار المخطط له بنجاح. تم تصميم القمر الصناعي الذي تبلغ تكلفته 170 مليون دولار أمريكي لتوفير سعة متزايدة وتغطية موسعة وتحسين الروابط بين الشرق الأوسط وأوروبا وشرق الولايات المتحدة . ومن المقرر أن يبقى في الفضاء 18 عاما. حل اموس-3 محل القمر الصناعي اموس-1. يقع القمر الصناعي عند خط الاستواء 4 درجات غربا، وهو نفس القمر الصناعي اموس-2.

1. اموس 4 عبارة عن منصة أكبر (3500 كجم) مقارنة بأجيال عاموس السابقة وتم إطلاقه في 31 أغسطس 2013، من قاعدة بايكونور الفضائية، كازاخستان .[7] يتم وضعه في المدار الثابت بالنسبة للأرض عند خط الطول 65 درجة شرقًا. وهي توفر تغطية عبر جنوب شرق آسيا إلى جانب حزم تغطية عالية الطاقة توفر روابط اتصال من شرق آسيا إلى الشرق الأوسط.[8]
2. تم إطلاق اموس 5 في 11 ديسمبر 2011 [9] ووفر تغطية لقارة أفريقيا، وكذلك أوروبا والشرق الأوسط. يقع القمر الصناعي على خط الطول 17 درجة شرقا. وعلى عكس أقمار اموس السابقة، تم تطويره من قبل شركة ريشيتنيف الروسية بدلاً من شركة صناعات الطيران الإسرائيلية. انقطع الاتصال بالقمر الصناعي في 21 نوفمبر 2015.
3. وكان من المتوقع إطلاق اموس 6 بحلول منتصف عام 2016 ليحل محل اموس-2.[10] ال 5500 كم تم بناء القمر الصناعي كجم من قبل شركة صناعات الفضاء الإسرائيلية . تم تدميرها على المنصة في 1 سبتمبر 2016، جراء انفجار في محطة كيب كانافيرال الجوية SLC-40 .[11]
4. تم إطلاق اموس 7 (أسيا سات 8) في 5 أغسطس 2014 بواسطة SpaceX.
5. تم تشغيل اموس 8 من قبل حكومة إسرائيل في سبتمبر 2018.[12]
6. تم إطلاق اموس 17 في 6 أغسطس 2019، وهو قمر صناعي من نوع بوينغ (BSS 702MP) يرسل في النطاقات Ka وKu وC. وهو بديل لـ اموس-5 ويوفر تغطية لقارة أفريقيا، وكذلك أوروبا والشرق الأوسط. ويقع القمر الصناعي على خط الطول 17 درجة شرقا.[13][14][15]